# شلب
شِلْب (بالبرتغالية: Silves؛ "سيلفش") مدينة في جنوب البرتغال تتبع مقاطعة الغرب. وقعت بيد المسلمين بعد فتح إسبانيا سنة 713 م وصارت من أهم مدن الأندلس تحت حكم الأمويين ثم استقلت زمن ملوك الطوائف. استولى عليها المعتضد بن عباد صاحب إشبيلية سنة 1051 م وولى عليها ابنه المعتمد. وقعت بعدها تحت حكم المرابطين ثم الموحدين واستولى عليها البرتغاليون سنة 1242 م. عدد سكانها 33,880 تبعاً لإحصاء عام 2001 م.
وكان من مشاهير مدينة شلب أبو بكر بن عمار شاعر ووزير وسياسي أندلسي خدم لدى عدة ملوك بالاندلس مثل بنو عباد في أشبيلية وبنو هود في سرقسطة .

## حكام
حكمها في عصر ملوك الطوائف الحاجب عيسى بن محمد المتوفى سنة 432 هجرية.

## أعلام
- روي بينتو
- أحمد بن حسين بن قسي
- كارلوس هنريكس
- أبو بكر بن عمار
- ماريا كافاكو سيلفا

## روابط خارجية
صفحة شلب على موقع فهرس.نت